# (3923) Radzievskij
(3923) Radzievskij (1976 SN3) – planetoida z pasa głównego asteroid okrążająca Słońce w ciągu 7,87 lat w średniej odległości 3,96 j.a. Odkryta 24 września 1976 roku.